# Алексий (Врионис)
Митрополи́т Алекси́й (греч. Μητροπολίτης Αλέξιος, в миру Гера́симос Врио́нис греч. Γεράσιμος Βρυώνης; род. 1944, Пирей, Греция) — епископ Элладской православной церкви, митрополит Никейский (с 1995).

## Биография
Родился в 1944 году в Пирее, в Греции.
Окончил богословский институт Афинского университета.
В 1967 году митрополитом Пирейским Хризостомом был рукоположен в сан диакона, а в 1972 году — в сан пресвитера и проходил пастырское служение в Пирейской митрополии, в храмах Святого Николая и Святого Спиридона в Пирее.
В 1984 году архиепископом Афинским Серафимом (Тикасом) назначен для служения в храме Святого Пантелеимона в Ахарне. В тот же период работал архивариусом Афинской архиепископии, в административном секретариате Священного синода Элладской православной церкви, директором дома-интерната Вулиагмени (Εκκλησιαστικού Ορφανοτροφείου Βουλιαγμένης), а позднее секретарём синодального комитета по делам молодёжи и протосинкеллом архиепископии.
24 января 1995 года решением Священного синода был избран для рукоположения в архиерейский сан.
29 января 1995 года был рукоположен в сан епископа и возведён в достоинство митрополита Никейского. Известен широкой социальной и благотворительной деятельностью, помощью жертвам землетрясений в Перама, посещением тюрем и больниц.
В июне 2016 года в составе делегации Элладской православной церкви принимал участие в заседаниях Всеправославного собора на Крите.
Находится в списке иерархов-миллионеров, в связи с чем в 2012 году производился аудит находящейся в его (а также его родственников) владении недвижимости и законности её приобретения.